# Pueblo alamán

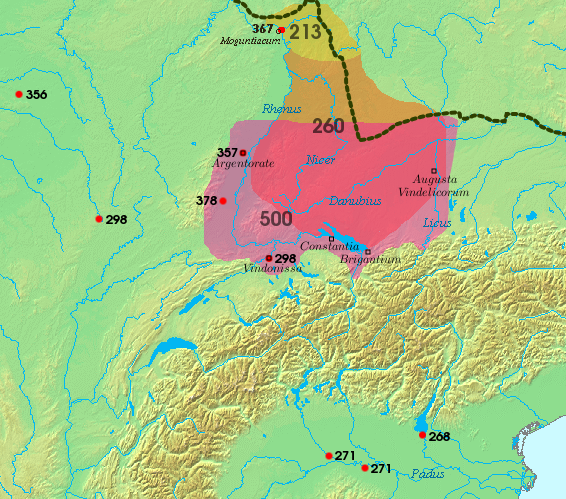
Expansión de los alamanes entre los siglos y y lugares fechados de sus enfrentamientos con los romanos. Línea negra = Limes.

Los alamanes (en alemán: Alemannen, protogermánico *allai manniz) eran un conjunto de tribus germanas establecidas en el curso superior, medio e inferior del Elba y a lo largo del Meno. Fueron mencionados por primera vez por Dion Casio en 213.

## Historia
Según Cayo Asinio Cuadrato, su nombre indica que eran el agrupamiento de varias tribus, y significa «todos los hombres«: 
- Bucinobantes
- Cuados
- Hermunduros (Hermiones)
- Jutungos
- Lentienses
- Semnones y
- Teutones.

También se les engloba dentro de los suevos junto con otros pueblos.
Los alamanes estuvieron en conflicto permanente con el Imperio romano. Inicialmente situados al norte de la provincia de Recia, fueron contenidos por los romanos hasta la mitad del siglo III, tras dos siglos de enfrentamientos. Logran desplazarse poco a poco hacia el oeste para instalarse definitivamente sobre el territorio que comprende una parte de las actuales Vorarlberg (Austria), Suiza, Baden-Wurtemberg y Alsacia.
De esta tribu germánica deriva el nombre de alemán en español y otros idiomas. El nombre de Alamania es la latinización de una expresión en alto alemán antiguo: Alle Mannen («todos los hombres»), que engloba a todos los pueblos que habitaban esa zona en tiempos de Julio César (teutones, bucinobantes, etc.) y fue transmitido a varias lenguas modernas, como el árabe (ألمانيا), catalán (Alemanya), córnico (Almayn), español (Alemania), francés (Allemagne), galés (Yr Almaen), gallego (Alemaña), portugués (Alemanha) y turco (Almanya), frente a los derivados del latino Germania, como el inglés (Germany) o el italiano (‘’Germania’’).  El nombre Germani es la latinización de una palabra en lenguas renanas: Germanen («de este lado del Rin»), que fue usada por Julio César para referirse específicamente a los eburones de la Galia Bélgica (al oeste del Rin).

## Cronología
- 213: primera aparición de los alamanes en Germania Superior.
- 253: los francos y los alamanes invaden la Galia.
- 277: el emperador Probo libera la Galia y hace retroceder a los alamanes allende el Rin.
- 352: los alamanes y francos derrotan al ejército romano, toman cuarenta ciudades y se instalan entre el Mosela y el Rin.
- 378: los alamanes invaden la actual Alsacia.
- 496: los francos derrotan a los alamanes en la batalla de Tolbiac.
- 512: fin de la guerra entre los francos y los alamanes.